# The Art of Noise
The Art of Noise (także Art of Noise) – brytyjski, awangardowy zespół muzyczny, tworzący synth pop. Został założony w 1983 przez producenta Trevora Horna, dziennikarza muzycznego Paula Morleya oraz Anne Dudley, J.J. Jeczalika i Gary’ego Langana.
Najpopularniejsze nagrania zespołu to: „Close to the Edit”, „Peter Gunn” (cover przeboju gitarzysty Duane’a Eddy’ego, przygotowana z jego udziałem), „Paranoimia” oraz „Kiss” (cover utworu Prince’a z partią wokalną Toma Jonesa).

## Styl muzyczny
Zespół nagrywał „kolaże muzyczne” składające się z fragmentów starych i nowych przebojów, odgłosów natury oraz intrygujących efektów brzmieniowych, uzupełnione partiami instrumentalnymi (m.in. frazami syntezatorowymi i pulsem automatu perkusyjnego).

## Wybrana dyskografia

### Single
- „Beat Box” (1983) US Dance Chart #1, US R&B #10, US Pop #101
- „Moments In Love” (1983) oraz (1985) US R&B #90
- „Close (To the Edit)” (1984)US Pop #102 US R&B #23
- „Legs” (1985)US R&B #60
- „Paranoimia” z udziałem Maxa Headrooma (1986) US Pop #34
- „Peter Gunn” z udziałem Duane Eddy (1986) – zdobywca nagrody Grammy w 1987 US Pop #50
- „Legacy” (1986)
- „Dragnet” (1987)
- „Kiss” (1988) US Pop #31 US Modern Rock #14
- „Yebo!”, z udziałem Mahlathini and Mahotella Queens (1989)
- „Art of Love"
- „Shades of Paranoimia"
- „Dreaming in Colour” (1998)
- „Metaforce” z udziałem Rakim (1999)

### Albumy
- Into Battle with the Art of Noise mini-album (1983)
- Who's Afraid of the Art of Noise? (1984)
- In Visible Silence (1986)
- In No Sense? Nonsense! (1987)
- Below the Waste (1989)
- The Seduction of Claude Debussy (1999)

### Kompilacje oraz remiksy
- Daft (1986)
- Re-works of Art of Noise (1987)
- The Best of the Art of Noise (1988; wznowienie w 1992 wraz z innymi utworami)
- The Ambient Collection (1990)
- The FON Mixes (1991)
- The Drum and Bass Collection (1996)
- Belief System / Bashful / An Extra Pulse of Beauty (1999)
- Reduction (2000)
- The Abduction of the Art of Noise (2003)
- Reconstructed (2004)
- And What Have You Done With My Body, God? 4-CD box set (2006)